# Proiectul Blue Beam
Pentru studiul OZN-urilor vezi „Proiectul Blue Book”

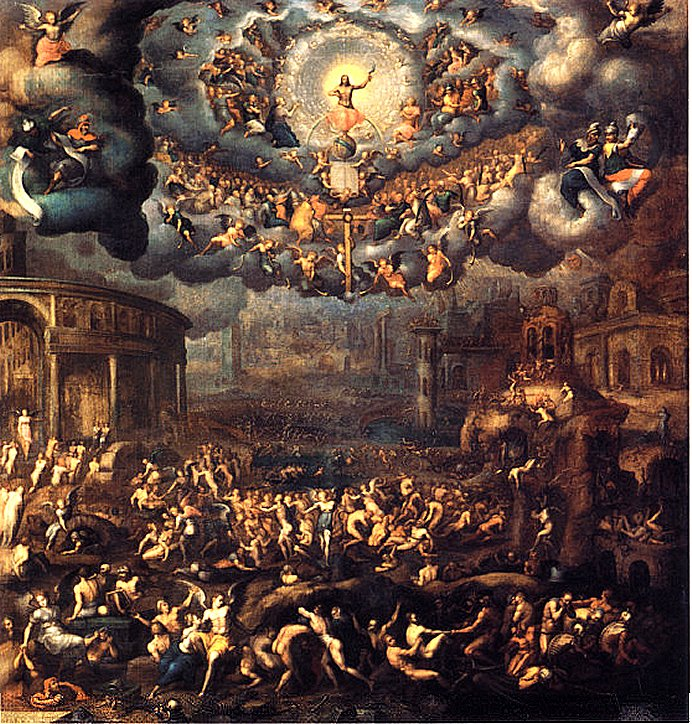
A Doua Venire a lui Iisus Hristos (en.)

Proiectul Blue Beam este o teorie a conspirației propusă de Serge Monast care susține că NASA împreună cu Națiunile Unite încercă să implementeze pe scară globală religia New Age (cu Antihristul la conducere și să înceapă astfel o Noua Ordine Mondială) prin intermediul unei simulări tehnologice 3D a celei de a doua veniri a lui Iisus Hristos.
Aceste acuzații au apărut într-o prezentare audio din 1994 realizată de jurnalistul, transformat într-un teoretician al conspirației, Serge Monast (1945-1996) și publicată ulterior în cartea sa „Proiectul Blue Beam (NASA)”. Susținătorii acestei teoriei susțin că Monast și un alt ziarist, care au murit amândoi de atacuri de cord în 1996, au fost, de fapt, asasinați. În plus, guvernul canadian ar fi răpit fiica lui Monast într-un efort de descurajare a investigării proiectului Blue Beam.
Proiectul trebuia, aparent, să fie pus în aplicare în 1983, dar a fost amânat, la fel și în 1995 și apoi în 1996. Monast era sigur că proiectului Blue Beam va fi dus la îndeplinire până în anul 2000.

## Teoria

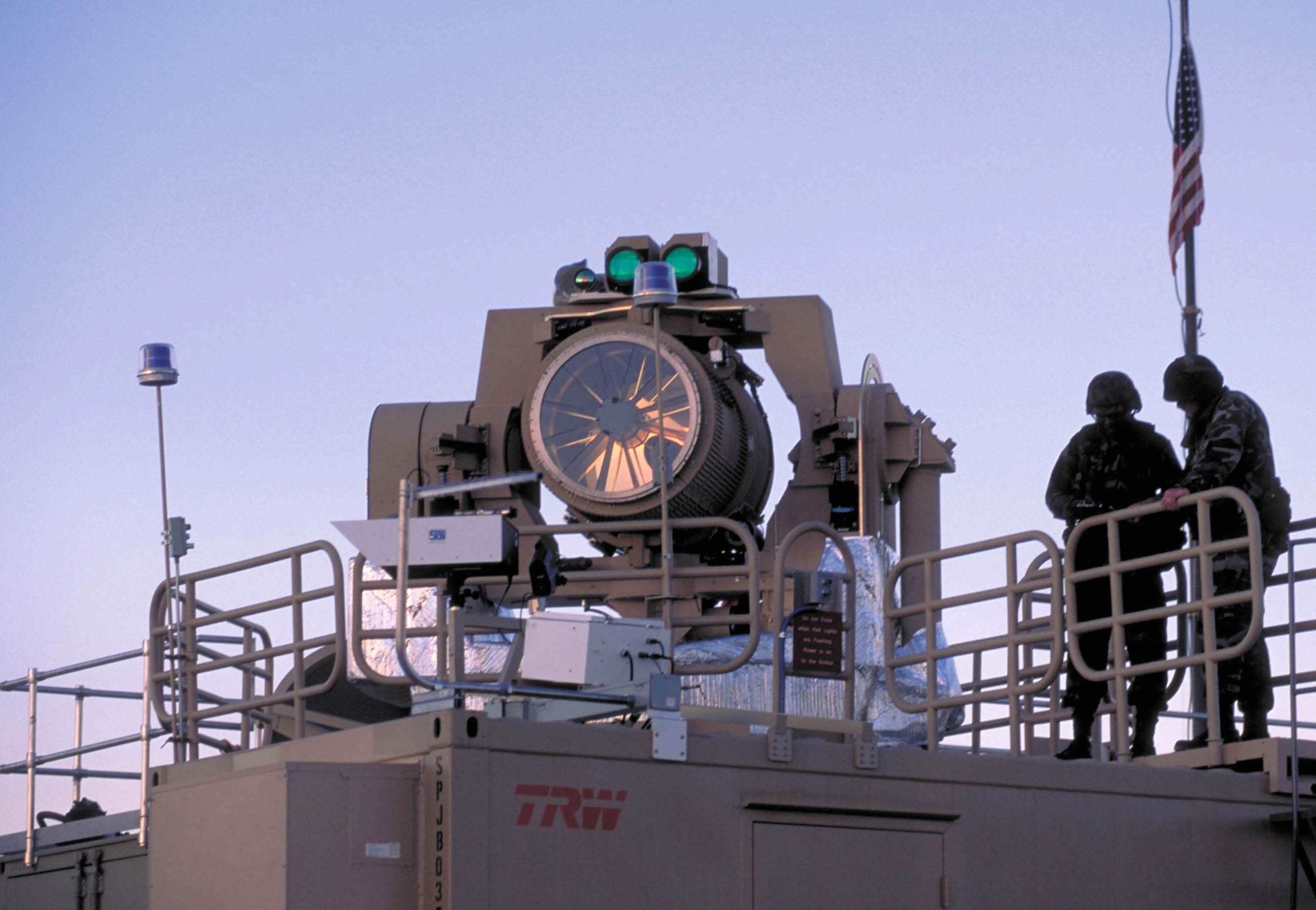
Tactical High Energy Laser sau THEL - Sistem militar american de proiectare cu laser a unor repere false

Conform teoriei planul ar fi aplicat în patru pași. 

### Primii trei pași
Prima dată se vor modifica toate cunoștințe arheologice.
Acest lucru va fi realizat prin producerea unor false cutremure în locații precise din jurul planetei. În aceste locații se vor „descoperi” artefacte false care vor duce toți oamenii în eroare în privința doctrinelor religioase fundamentale. Al doilea pas constă într-un „spectacol” pe cer pe toata planeta realizat prin proiecții tridimensionale bazate pe laser. Vor apărea multe divinități care vor vorbi în toate limbile. La sfârșitul spectacolului de lumini, proiecțiile lui Iisus, Buddha, Mohamed, Krishna etc. se vor uni într-o singură imagine, falsul Salvator universal, Anticristul, care va spune că textele religioase sunt false și că religiile sunt responsabile pentru tot răul de pe Pământ. Se pare că oamenii vor crede că această imagine este zeul lor. Dovada posibilității acestui lucru este un presupus plan de proiectare a feței lui Allah peste Bagdad, în 1991, prin care americanii îndemnau pe irakieni să-l răstoarne pe Saddam Hussein. Acest spectacol de lumini, spune autorul, este văzut ocazional și acum, cu referire la obiectele zburătoare neidentificate. Al treilea pas implică proiectarea unor unde radio joase care vor face pe oameni să creadă că zeul lor le vorbește telepatic.

### Al patrulea pas
Al patrulea pas are trei părți:
1. umanitatea trebuie făcută să creadă că o invazie extraterestră este iminentă în fiecare oraș mare
2. creștinii să creadă că „Răpirea la Ceruri” a început
3. utilizarea tehnologiilor de transmitere a undelor generatoare de gânduri prin rețelele de fibre optice, cabluri de televiziune, linii telefonice care vor pătrunde în orice echipament electronic și electrocasnic, care vor avea un micro-cip special instalat în prealabil[19][20].

Scopul este ca omenirea să ajungă într-o stare de haos astfel încât oamenii să fie dispuși în cele din urmă - poate chiar disperați - să accepte Noua Ordine Mondială.

## Critica
Proiectul Blue Beam are toate semnele obișnuite ale unei teorii a conspirației:
- Încearcă să încadreze evenimentele care deja s-au întâmplat și se întâmplă în cadrul predicției sale.
- Această teorie arată o lipsă de înțelegere a psihologiei celor care nu sunt paranoici[25].
- Jonglează cu teama de o tehnologie avansată pe care cei mai mulți oameni, inclusiv autorul teoriei, nu o înțeleg.

Teoria în sine adună împreună teorii mai vechi ale conspirației suficient ca să câștige o mică atenție pe viitor din partea teoreticienilor, pe baza unei paranoia, și progresând spre planuri tehnologice neverosimile cu motivații care literalmente nu au niciun sens.
Moartea autorului acestei teorii la 51 de ani, din cauza unui atac de cord, a făcut posibilă o eventuală răspândire a acestei teorii.